# چارلز ویتینگهام هورسلی داگلاس
چارلز ویتینگهام هورسلی داگلاس (انگلیسی: Charles W. H. Douglas; ۱۷ ژوئیهٔ ۱۸۵۰ – ۲۵ اکتبر ۱۹۱۴) فرد نظامی اهل پادشاهی متحد بریتانیای کبیر و ایرلند بود. وی همچنین برندهٔ جوایزی همچون نشان حمام شده‌است.
افسر ارتش بریتانیا بود که در جنگ دوم انگلیس و افغانستان، جنگ اول بوئر، لشکرکشی سوآکین، جنگ دوم بوئر و جنگ جهانی اول خدمت کرد. او در طول سه ماه اول جنگ جهانی اول رئیس ستاد کل امپراتوری بود، اما بر اثر فشار و کار زیاد درگذشت، بدون اینکه تأثیر معناداری بر نتیجه جنگ داشته باشد.